# Noémie Dujardin
Pour les articles homonymes, voir Dujardin.
Noémie Dujardin est une actrice belge.

## Biographie
Après deux années au Conservatoire royal de Bruxelles, d'où elle sort avec le Prix de Coster et un Premier Prix de déclamation et d'art dramatique , Noémie Dujardin intègre dans la foulée le Conservatoire national supérieur d'art dramatique de Paris, où elle suit les enseignements de Grégoire Oestermann, Dominique Valadié, Muriel Mayette, Alain Françon, Philippe Adrien, ou encore Andrzej Seweryn, son professeur de première année, qui l'incite à passer une audition devant Roman Polanski — lequel engage alors cette jeune comédienne de 24 ans pour interpréter le personnage de Sœur James dans la pièce Doute de John Patrick Shanley qu'il monte au théâtre Hébertot, alors qu'elle n'a pas encore terminé sa formation au Conservatoire. Philippe Tesson du journal Le Figaro salue "une jeune comédienne d'une belle sensibilité"  ; le journal Le Monde dit alors de son interprétation qu'elle est "remarquable de netteté, de finesse et d'élégance.",
Au théâtre, elle a joué aussi bien en France qu’en Belgique dans les mises en scène de Michel Kacenelenbogen : Un mois à la campagne d’Ivan Tourgueniev ; de Marc Paquien : La Dispute de Marivaux à la MC93 en 2007 ; de Jean-Yves Ruf : Mesure pour mesure de William Shakespeare ; de Jacques Vincey La vie est un rêve ; de Nicolas Bigards American Tabloïd.

## Théâtre
- Récits de femmes de Dario Fo et Franca Rame- Mise en scène Toni Cecchinato- Théâtre Poème 2 Bruxelles
- American Tabloïd de James Ellroy - Mise en scène Nicolas Bigards- MC93 Bobigny Paris
- La vie est un rêve de P. Calderon de la Barca- Mise en scène Jacques Vincey- Scène nationale Malakoff France/CDN Lille/Tournée CDN France
- Mesure pour mesure de William Shakespeare- Mise en scène Jean-Yves Ruf- MC93 Bobigny/Tournée CDN France/Suisse Vidy Lausanne
- La Cruche cassée de Heinrich von Kleist- Mise en scène Frédéric Bélier Garcia- Tournée CDN France/Théâtre de la Commune Aubervilliers/Théâtre le Public Bruxelles
- La Dispute de Marivaux- Mise en scène Marc Paquien- MC93 Bobigny/ Tournée CDN France/Wolubilis Bruxelles
- Doute de John Patrick Shanley- Mise en scène Roman Polanski- Théâtre Hébertot Paris
- Jeux de massacre de Ionesco- Mise en scène Philippe Adrien dans le cadre du cnsad Paris
- Léonie est en avance ou la mal joli de Feydeau- Mise en scène Alain Françon dans le cadre du cnsad Paris
- Calderon de Pier Paolo Pasolini- Mise en scène Olivier Coulon Jablonka dans le cadre du cnsad Paris
- Un mois à la campagne de Ivan Tourgueniev- Mise en scène Michel Kacenelenbogen- Théâtre Le Public Bruxelles
- Le Diable et le Bon Dieu de Jean-Paul Sartre- Mise en scène Jean-Claude Idée- Théâtre royal du Parc Bruxelles
- Histoire d’amours de Toni Cecchinato et Jean Colette- Mise en scène Toni Cecchinato- Théâtre royal du Parc Bruxelles
- Le Jeu de l’amour et du hasard de Marivaux- Mise en scène Claude Volter- Théâtre comédie Claude Volter